# Großer Preis des 70-jährigen Jubiläums
Der Große Preis des 70-jährigen Jubiläums der Formel 1 (offiziell Emirates Formula 1 70th Anniversary Grand Prix 2020) fand am 9. August auf dem Silverstone Circuit in Silverstone statt und war das fünfte Rennen der Formel-1-Weltmeisterschaft 2020.
Aufgrund der COVID-19-Pandemie wurden verschiedene Rennen der Formel-1-Weltmeisterschaft 2020 abgesagt oder verschoben. Am 2. Juni 2020 wurde der erste Teil eines überarbeiteten Rennkalenders veröffentlicht, der acht Rennen auf dem europäischen Kontinent beinhaltete. Es war vorgesehen, dass zwei Rennen auf dem Silverstone Circuit im Vereinigten Königreich stattfinden sollten. Da es jeweils pro Saison nur einen Grand Prix pro Land geben kann, wurde das zweite Rennen Großer Preis des 70-jährigen Jubiläums genannt, während das erste Rennen in Silverstone, wie gewohnt, als Großer Preis von Großbritannien stattfand. Die Benennung des zweiten Rennens begründete sich darin, dass am 13. Mai 1950 in Silverstone das erste Formel-1-Rennen stattfand, das zur Weltmeisterschaft zählte.

## Bericht

### Hintergründe
Nach dem Großen Preis von Großbritannien führte Lewis Hamilton in der Fahrerwertung mit 30 Punkten vor Valtteri Bottas und mit 36 Punkten vor Max Verstappen. In der Konstrukteurswertung führte Mercedes mit 68 Punkten vor Red Bull Racing und mit 95 Punkten vor McLaren-Renault.
Beim Großen Preis des 70-jährigen Jubiläums stellte Pirelli den Fahrern die Reifenmischungen P Zero Hard (weiß, Mischung C1), P Zero Medium (gelb, C2) und P Zero Soft (rot, C3) sowie für Nässe Cinturato Intermediates (grün) und Cinturato Full-Wets (blau) zur Verfügung. Es war das erste Rennen der Saison, bei dem die härteste Mischung C1 zum Einsatz kam. Aus logistischen Gründen erhielten alle Fahrer die gleiche Anzahl an Reifensätzen in den jeweiligen Härtegraden, die Abgabe unterschiedlicher Bestellungen war nicht möglich. Jeder Fahrer hatte somit acht Sätze der Soft-, drei Sätze der Medium- und zwei Sätze der Hard-Mischung.
Aufgrund der COVID-19-Pandemie fand der Große Preis des 70-jährigen Jubiläums unter strikten Sicherheits- und Hygieneregeln statt. So waren keine Zuschauer zugelassen, außerdem musste jede Person, die sich im Fahrerlager aufhielt, spätestens alle fünf Tage auf das Virus SARS-CoV-2 getestet werden. Nachdem ein Test von Sergio Pérez vor dem Großen Preis von Großbritannien positiv ausgefallen war, konnte er nicht am Rennen teilnehmen. Als Ersatz verpflichtete das Team erneut Nico Hülkenberg, der den Großen Preis von Großbritannien bestreiten sollte, dort allerdings wegen eines Hydraulikproblems nicht starten konnte.
Da der Große Preis des 70-jährigen Jubiläums erstmals ausgetragen wurde, trat kein ehemaliger Sieger zu diesem Grand Prix an. Hamilton (siebenmal), Sebastian Vettel (zweimal) und Kimi Räikkönen (einmal) gewannen allerdings den Großen Preis von Großbritannien, welcher ebenfalls auf dem Silverstone Circuit ausgetragen wird.
Als Rennkommissare für dieses Rennwochenende fungierten Tim Mayer (USA), Walter Jobst (AUT), Vitantonio Liuzzi (ITA) und Steve Stringwell (GBR).

### Training
Im ersten freien Training war Bottas mit einer Rundenzeit von 1:26,166 Minuten Schnellster vor Hamilton und Verstappen.
Im zweiten freien Training fuhr Hamilton mit einer Rundenzeit von 1:25,606 Minuten die Bestzeit vor Bottas und Daniel Ricciardo.
Im dritten freien Training war Hamilton in 1:26,621 Minuten erneut Schnellster vor Bottas und Lando Norris.

### Qualifying
Das Qualifying bestand aus drei Teilen mit einer Nettolaufzeit von 45 Minuten. Im ersten Qualifying-Segment (Q1) hatten die Fahrer 18 Minuten Zeit, sich für das Rennen zu qualifizieren. Alle Fahrer, die im ersten Abschnitt eine Zeit erzielten, die maximal 107 Prozent der schnellsten Rundenzeit betrug, qualifizierten sich für den Grand Prix. Die besten 15 Fahrer erreichten den nächsten Teil. Hamilton war Schnellster. Die Alfa-Romeo-Piloten, Nicholas Latifi, Kevin Magnussen und Daniil Kwjat schieden aus.
Der zweite Abschnitt (Q2) dauerte 15 Minuten. Die schnellsten zehn Piloten qualifizierten sich für den dritten Teil des Qualifyings und mussten mit den hier verwendeten Reifen das Rennen starten, alle anderen hatten freie Reifenwahl für den Rennstart. Bottas war Schnellster. George Russell, Romain Grosjean, Carlos Sainz jr., Vettel und Esteban Ocon schieden aus.
Der letzte Abschnitt (Q3) ging über eine Zeit von zwölf Minuten, in denen die ersten zehn Startpositionen vergeben wurden. Bottas fuhr mit einer Rundenzeit von 1:25,154 Minuten die Bestzeit vor Hamilton und Hülkenberg. Es war die 13. Pole-Position für Bottas in der Formel-1-Weltmeisterschaft.

### Rennen
Das Rennen fand in einem kühleren Klima statt als der Grand Prix der Vorwoche. Die Lufttemperatur betrug 24 °C und die Asphalttemperatur 43 °C. Die meisten Fahrer entschieden sich zu Beginn des Rennens für einen Satz Medium-Reifen, während Verstappen, die beiden McLaren, Vettel und Kwjat die harte Mischung wählten.
Bottas, der von der Pole-Position gestartet war, behielt die Führung, gefolgt von seinem Teamkollegen Hamilton. Dahinter folgten Verstappen, Hülkenberg, Lance Stroll, Ricciardo, Pierre Gasly, Lando Norris, Alexander Albon und Charles Leclerc. Der andere Ferrari-Fahrer, Vettel, drehte sich und landete auf dem letzten Platz.
Die von den meisten Fahrern montierten Medium-Reifen versagten schnell und erforderten sehr frühe Boxenstopps. Der Erste war Albon in der sechsten Runde. Albon wechselte zur harten Reifenmischung. In der zehnten Runde lag Bottas immer noch in Führung, mit einem Vorsprung von 1,1 Sekunden auf Hamilton, 2,2 Sekunden auf Verstappen, 10,4 Sekunden auf Hülkenberg, 12,8 Sekunden auf Stroll, 14,5 Sekunden auf Ricciardo, 18,1 Sekunden auf Norris und 18,7 Sekunden auf Leclerc.
In der zwölften Runde stoppte Norris und wechselte auf Mediums. In der nächsten Runde war der Führender Bottas an der Reihe, der mit einem Satz harter Reifen ausgestattet wurde. Hamilton übernahm die Führung, der wiederum ganz nah von Verstappen verfolgt wurde. Der Brite blieb nur eine Runde lang in Führung, bevor er an die Box ging und wie sein Teamkollege Bottas harte Reifen aufziehen musste. Hamilton kehrte hinter Leclerc ins Rennen zurück. Mit neuen Reifen überholte der Mercedes-Pilot den Monegassen nach wenigen Runden.
Hülkenberg stoppte in Runde 15. Verstappen führte mit einem Vorsprung von 10,6 Sekunden vor Stroll: Hinter dem Kanadier lagen Bottas, Hamilton und Leclerc. In der 18. Runde stoppten sowohl Stroll als auch Leclerc. Sainz jr. kletterte dadurch auf den vierten Platz, allerdings noch ohne Stopp, vor Hülkenberg, Stroll, Ocon und Ricciardo.
In der 26. Runde wechselte auch der Spitzenreiter des Grand Prix, Verstappen, die Reifen. Er beginnt mit harten Reifen und wechselte nun auf Mediums. Der Red Bull Racing-Pilot kehrte vor Hamilton, aber hinter Bottas auf die Strecke zurück. In der ersten Runde nach dem Stopp eroberte der Niederländer den ersten Platz allerdings bereits zurück und überholte den Finnen.
In der 30. Runde gab es die zweiten Boxenstopps für Hülkenberg und Albon. Eine Runde später stoppte auch der andere Racing Point-Fahrer, Stroll. In Runde 32. stoppten Verstappen und Bottas gemeinsam: Beide entschieden sich weiterhin für harte Reifen. An der Tabellensituation änderte sich nichts, Verstappen lag vor dem Mercedes-Piloten. Hamilton übernahm wieder an der Spitze und schien seinen zweiten Stopp hinauszögern zu wollen. Nach den Boxenstopps der Racing Point-Piloten kletterte Leclerc unterdessen auf den vierten Platz.
Hamilton, der offenbar ohne den zweiten Stopp die Ziellinie erreichen wollte, stoppte in der 41. Runde dann doch noch und kam hinter Leclerc wieder ins Rennen zurück. Auch in diesem Fall überholte der Brite mit frischeren Reifen den Monegassen, der Probleme mit seinen Reifen hatte, direkt in der darauffolgenden Runde. In der 44. Runde überholte Hamilton auch seinen Teamkollegen Bottas und übernahm den zweiten Platz.
Verstappen gewann das Rennen vor Hamilton und Bottas. Für Verstappen war es der neunte Sieg in der Formel-1-Weltmeisterschaft. Hamilton erreichte sein 155. Podium und stellte somit den Rekord von Michael Schumacher ein. Räikkönen erreichte bei diesem Grand Prix seine 16.845 Runde, welche einen neuen Rekord darstellte. Die restlichen Punkteränge belegten Leclerc, Albon, Stroll, Hülkenberg, Ocon, Norris und Kwjat.
In der Gesamtwertung blieb Hamilton in Führung, dahinter überholte Verstappen Bottas. In der Teamwertung blieben die ersten beiden Positionen unverändert, Ferrari überholte McLaren allerdings für Platz drei.

## Meldeliste
| Team                          | Nr. | Fahrer             | Chassis                            | Motor                              | Reifen |
| ----------------------------- | --- | ------------------ | ---------------------------------- | ---------------------------------- | ------ |
| Mercedes-AMG Petronas F1 Team | 44  | Lewis Hamilton     | Mercedes-AMG F1 W11 EQ Performance | Mercedes-AMG F1 M11 EQ Performance | P      |
| Mercedes-AMG Petronas F1 Team | 77  | Valtteri Bottas    | Mercedes-AMG F1 W11 EQ Performance | Mercedes-AMG F1 M11 EQ Performance | P      |
| Scuderia Ferrari              | 05  | Sebastian Vettel   | Ferrari SF1000                     | Ferrari 065                        | P      |
| Scuderia Ferrari              | 16  | Charles Leclerc    | Ferrari SF1000                     | Ferrari 065                        | P      |
| Aston Martin Red Bull Racing  | 33  | Max Verstappen     | Red Bull Racing RB16               | Honda RA620H                       | P      |
| Aston Martin Red Bull Racing  | 23  | Alexander Albon    | Red Bull Racing RB16               | Honda RA620H                       | P      |
| McLaren F1 Team               | 55  | Carlos Sainz jr.   | McLaren MCL35                      | Renault E-Tech 20                  | P      |
| McLaren F1 Team               | 04  | Lando Norris       | McLaren MCL35                      | Renault E-Tech 20                  | P      |
| Renault DP World F1 Team      | 03  | Daniel Ricciardo   | Renault R.S.20                     | Renault E-Tech 20                  | P      |
| Renault DP World F1 Team      | 31  | Esteban Ocon       | Renault R.S.20                     | Renault E-Tech 20                  | P      |
| Scuderia AlphaTauri Honda     | 26  | Daniil Kwjat       | AlphaTauri AT01                    | Honda RA620H                       | P      |
| Scuderia AlphaTauri Honda     | 10  | Pierre Gasly       | AlphaTauri AT01                    | Honda RA620H                       | P      |
| BWT Racing Point F1 Team      | 27  | Nico Hülkenberg    | Racing Point RP20                  | BWT Mercedes                       | P      |
| BWT Racing Point F1 Team      | 18  | Lance Stroll       | Racing Point RP20                  | BWT Mercedes                       | P      |
| Alfa Romeo Racing Orlen       | 07  | Kimi Räikkönen     | Alfa Romeo Racing C39              | Ferrari 065                        | P      |
| Alfa Romeo Racing Orlen       | 88  | Robert Kubica      | Alfa Romeo Racing C39              | Ferrari 065                        | P      |
| Alfa Romeo Racing Orlen       | 99  | Antonio Giovinazzi | Alfa Romeo Racing C39              | Ferrari 065                        | P      |
| Haas F1 Team                  | 08  | Romain Grosjean    | Haas VF-20                         | Ferrari 065                        | P      |
| Haas F1 Team                  | 20  | Kevin Magnussen    | Haas VF-20                         | Ferrari 065                        | P      |
| Williams Racing               | 63  | George Russell     | Williams FW43                      | Mercedes-AMG F1 M11 EQ Performance | P      |
| Williams Racing               | 06  | Nicholas Latifi    | Williams FW43                      | Mercedes-AMG F1 M11 EQ Performance | P      |

Anmerkungen
1. 1 2  Der Alfa Romeo Racing mit der Startnummer 88 wurde im ersten freien Training für Kubica eingesetzt. Giovinazzi übernahm das Fahrzeug anschließend für das restliche Rennwochenende mit seiner Startnummer 99.

## Klassifikationen

### Qualifying
| Pos.                                                                      | Fahrer             | Konstrukteur              | Q1       | Q2       | Q3       | Start |
| ------------------------------------------------------------------------- | ------------------ | ------------------------- | -------- | -------- | -------- | ----- |
| 01                                                                        | Valtteri Bottas    | Mercedes                  | 1:26,738 | 1:25,785 | 1:25,154 | 01    |
| 02                                                                        | Lewis Hamilton     | Mercedes                  | 1:26,818 | 1:26,266 | 1:25,217 | 02    |
| 03                                                                        | Nico Hülkenberg    | Racing Point-BWT Mercedes | 1:27,279 | 1:26,261 | 1:26,082 | 03    |
| 04                                                                        | Max Verstappen     | Red Bull Racing-Honda     | 1:27,154 | 1:26,779 | 1:26,176 | 04    |
| 05                                                                        | Daniel Ricciardo   | Renault                   | 1:27,442 | 1:26,636 | 1:26,297 | 05    |
| 06                                                                        | Lance Stroll       | Racing Point-BWT Mercedes | 1:27,187 | 1:26,674 | 1:26,428 | 06    |
| 07                                                                        | Pierre Gasly       | AlphaTauri-Honda          | 1:27,154 | 1:26,523 | 1:26,534 | 07    |
| 08                                                                        | Charles Leclerc    | Ferrari                   | 1:27,427 | 1:26,709 | 1:26,614 | 08    |
| 09                                                                        | Alexander Albon    | Red Bull Racing-Honda     | 1:27,153 | 1:26,642 | 1:26,669 | 09    |
| 10                                                                        | Lando Norris       | McLaren-Renault           | 1:27,217 | 1:26,885 | 1:26,778 | 10    |
| 11                                                                        | Esteban Ocon       | Renault                   | 1:27,278 | 1:27,011 | –        | 14    |
| 12                                                                        | Sebastian Vettel   | Ferrari                   | 1:27,612 | 1:27,078 | –        | 11    |
| 13                                                                        | Carlos Sainz jr.   | McLaren-Renault           | 1:27,450 | 1:27,083 | –        | 12    |
| 14                                                                        | Romain Grosjean    | Haas-Ferrari              | 1:27,519 | 1:27,254 | –        | 13    |
| 15                                                                        | George Russell     | Williams-Mercedes         | 1:27,757 | 1:27,455 | –        | 15    |
| 16                                                                        | Daniil Kwjat       | AlphaTauri-Honda          | 1:27,882 | –        | –        | 16    |
| 17                                                                        | Kevin Magnussen    | Haas-Ferrari              | 1:28,236 | –        | –        | 17    |
| 18                                                                        | Nicholas Latifi    | Williams-Mercedes         | 1:28,430 | –        | –        | 18    |
| 19                                                                        | Antonio Giovinazzi | Alfa Romeo Racing-Ferrari | 1:28,433 | –        | –        | 19    |
| 20                                                                        | Kimi Räikkönen     | Alfa Romeo Racing-Ferrari | 1:28,493 | –        | –        | 20    |
| 107-Prozent-Zeit: 1:32,809 min (bezogen auf Q1-Bestzeit von 1:26,738 min) |                    |                           |          |          |          |       |

Anmerkungen
1. ↑  Ocon wurde um drei Startplätze nach hinten versetzt, da er Russell im Q1 behindert hatte.

### Rennen
| Pos. | Fahrer             | Konstrukteur              | Runden | Stopps | Zeit        | Start | Schnellste Runde |
| ---- | ------------------ | ------------------------- | ------ | ------ | ----------- | ----- | ---------------- |
| 01   | Max Verstappen     | Red Bull Racing-Honda     | 52     | 2      | 1:19:41,993 | 04    | 1:29,465 (46.)   |
| 02   | Lewis Hamilton     | Mercedes                  | 52     | 2      | + 11,326    | 02    | 1:28,451 (43.)   |
| 03   | Valtteri Bottas    | Mercedes                  | 52     | 2      | + 19,231    | 01    | 1:29,765 (44.)   |
| 04   | Charles Leclerc    | Ferrari                   | 52     | 1      | + 29,289    | 08    | 1:30,552 (39.)   |
| 05   | Alexander Albon    | Red Bull Racing-Honda     | 52     | 2      | + 39,146    | 09    | 1:29,477 (46.)   |
| 06   | Lance Stroll       | Racing Point-BWT Mercedes | 52     | 2      | + 42,538    | 06    | 1:30,877 (45.)   |
| 07   | Nico Hülkenberg    | Racing Point-BWT Mercedes | 52     | 3      | + 55,951    | 03    | 1:30,087 (52.)   |
| 08   | Esteban Ocon       | Renault                   | 52     | 1      | + 1:04,773  | 14    | 1:30,575 (50.)   |
| 09   | Lando Norris       | McLaren-Renault           | 52     | 2      | + 1:05,544  | 10    | 1:30,698 (49.)   |
| 10   | Daniil Kwjat       | AlphaTauri-Honda          | 52     | 2      | + 1:09,669  | 16    | 1:30,738 (52.)   |
| 11   | Pierre Gasly       | AlphaTauri-Honda          | 52     | 2      | + 1:10,642  | 07    | 1:30,092 (52.)   |
| 12   | Sebastian Vettel   | Ferrari                   | 52     | 2      | + 1:13,370  | 11    | 1:30,785 (49.)   |
| 13   | Carlos Sainz jr.   | McLaren-Renault           | 52     | 2      | + 1:14,070  | 12    | 1:30,556 (49.)   |
| 14   | Daniel Ricciardo   | Renault                   | 51     | 3      | + 1 Runde   | 05    | 1:31,168 (39.)   |
| 15   | Kimi Räikkönen     | Alfa Romeo Racing-Ferrari | 51     | 1      | + 1 Runde   | 20    | 1:31,756 (30.)   |
| 16   | Romain Grosjean    | Haas-Ferrari              | 51     | 2      | + 1 Runde   | 13    | 1:30,793 (51.)   |
| 17   | Antonio Giovinazzi | Alfa Romeo Racing-Ferrari | 51     | 2      | + 1 Runde   | 19    | 1:31,826 (37.)   |
| 18   | George Russell     | Williams-Mercedes         | 51     | 3      | + 1 Runde   | 15    | 1:31,408 (50.)   |
| 19   | Nicholas Latifi    | Williams-Mercedes         | 51     | 3      | + 1 Runde   | 18    | 1:29,950 (48.)   |
| –    | Kevin Magnussen    | Haas-Ferrari              | 43     | 2      | DNF         | 17    | 1:31,830 (39.)   |

Anmerkungen
1. ↑  Magnussen erhielt eine Zeitstrafe von fünf Sekunden, da er nach dem Verlassen der Strecke auf unsichere Weise zurückkehrte.

## WM-Stände nach dem Rennen
Die ersten zehn des Rennens bekamen 25, 18, 15, 12, 10, 8, 6, 4, 2 bzw. 1 Punkt(e). Zusätzlich gab es einen Punkt für die schnellste Rennrunde, da der Fahrer unter den ersten zehn landete.

### Fahrerwertung
| Pos. | Fahrer           | Konstrukteur              | Punkte |
| ---- | ---------------- | ------------------------- | ------ |
| 01   | Lewis Hamilton   | Mercedes                  | 107    |
| 02   | Max Verstappen   | Red Bull Racing-Honda     | 77     |
| 03   | Valtteri Bottas  | Mercedes                  | 73     |
| 04   | Charles Leclerc  | Ferrari                   | 45     |
| 05   | Lando Norris     | McLaren-Renault           | 38     |
| 06   | Alexander Albon  | Red Bull Racing-Honda     | 36     |
| 07   | Lance Stroll     | Racing Point-BWT Mercedes | 28     |
| 08   | Sergio Pérez     | Racing Point-BWT Mercedes | 22     |
| 09   | Daniel Ricciardo | Renault                   | 20     |
| 10   | Esteban Ocon     | Renault                   | 16     |
| 11   | Carlos Sainz jr. | McLaren-Renault           | 15     |

| Pos. | Fahrer             | Konstrukteur              | Punkte |
| ---- | ------------------ | ------------------------- | ------ |
| 12   | Pierre Gasly       | AlphaTauri-Honda          | 12     |
| 13   | Sebastian Vettel   | Ferrari                   | 10     |
| 14   | Nico Hülkenberg    | Racing Point-BWT Mercedes | 6      |
| 15   | Antonio Giovinazzi | Alfa Romeo Racing-Ferrari | 2      |
| 16   | Daniil Kwjat       | AlphaTauri-Honda          | 2      |
| 17   | Kevin Magnussen    | Haas-Ferrari              | 1      |
| 18   | Kimi Räikkönen     | Alfa Romeo Racing-Ferrari | 0      |
| 19   | Nicholas Latifi    | Williams-Mercedes         | 0      |
| 20   | George Russell     | Williams-Mercedes         | 0      |
| 21   | Romain Grosjean    | Haas-Ferrari              | 0      |

### Konstrukteurswertung
| Pos. | Konstrukteur              | Punkte |
| ---- | ------------------------- | ------ |
| 1    | Mercedes                  | 180    |
| 2    | Red Bull Racing-Honda     | 113    |
| 3    | Ferrari                   | 55     |
| 4    | McLaren-Renault           | 53     |
| 5    | Racing Point-BWT Mercedes | 41     |

| Pos. | Konstrukteur              | Punkte |
| ---- | ------------------------- | ------ |
| 06   | Renault                   | 36     |
| 07   | AlphaTauri-Honda          | 14     |
| 08   | Alfa Romeo Racing-Ferrari | 2      |
| 09   | Haas-Ferrari              | 1      |
| 10   | Williams-Mercedes         | 0      |